# La nascita del pistolero
La nascita del pistolero (The Gunslinger Born) è una miniserie a fumetti di sette numeri (quattro nell'edizione italiana), scritta da Robin Furth e Peter David e illustrata da Jae Lee e Richard Isanove, pubblicata dalla Marvel Comics a partire dal 7 febbraio 2007 con cadenza mensile.
Si tratta del primo di una serie di cinque cicli narrativi a fumetti basati sulla saga della Torre Nera di Stephen King. Lo scrittore è accreditato come direttore creativo ed esecutivo del progetto.
La nascita del pistolero narra degli anni di formazione del pistolero Roland di Gilead, protagonista dell'intera saga, dal suo combattimento di iniziazione all'avventura nella baronia di Mejis, nell'arco esterno orientale del Medio-Mondo (Mid-World), eventi già raccontati nel quarto romanzo della saga letteraria, La sfera del buio, mentre le miniserie successive coprono un periodo non raccontato nei romanzi di King.

## Trama

### Parte prima
Mentre percorre il deserto, inseguendo l'uomo in nero, il pistolero ricorda il suo passato: «Amici, persone care, una terra un tempo florida, ora senza vita... e un padre il cui volto non può essere dimenticato.»
Nel regno di Gilead, il terribile Cort addestra i quattordicenni Roland Deschain, figlio di Steven della stirpe di Eld, Cuthbert Allgood, figlio di Robert, e Alain Johns, figlio di Christopher, destinati ad essere i futuri pistoleri.
In assenza di Steven, capo dei pistoleri dell'Affiliazione, lontano nell'ovest per combattere il nemico John Farson, il suo mago e primo consigliere Marten Broadcloak trama alle sue spalle. Svelando al giovane Roland il tradimento della madre, Gabrielle, proprio insieme a lui, Marten ne provoca la rabbia, in modo da spingerlo a sfidare Cort per ottenere il diritto di impugnare pistole e vendicare con esse l'orgoglio ferito: l'inevitabile sconfitta del ragazzo significherebbe l'esilio o addirittura la morte.
Roland si comporta come previsto dal mago, ma l'esito del duello con Cort non è quello atteso: servendosi del proprio falco quale unica arma, il ragazzo riesce a disarmare l'esperto avversario e costringerlo alla resa. A soli quattordici anni, è il più giovane pistolero della storia di Gilead. Decide però di non uccidere subito Marten e trascorre invece la notte in un bordello, per trasformare la rabbia in passione prima di esserne annientato. Viene violentemente svegliato dall'inatteso arrivo di suo padre.

### Parte seconda
Steven rimprovera duramente il figlio per essersi lasciato ingannare da Marten e aver rischiato l'esilio, gli rivela di essere a conoscenza del tradimento della moglie da due anni e decide di allontanarlo da Gilead per metterlo al riparo dalla minaccia del mago.
Nel frattempo Marten comunica con il suo signore, il Re Rosso, che gli ordina di uccidere Roland, prima che sia lui ad uccidere loro, come predetto da una profezia. Il mago è raggiunto dalle guardie mandate da Steven ad arrestarlo per tradimento, ma se ne libera trasformandole in cani e sparisce attraverso una porta magica, con un'ultima minaccia: «Addio, Gilead, brucia all'inferno. Perché brucerai... e per tutti gli dei pestilenziali, sarà la mia mano a darti fuoco.»
Steven invia Roland, Alain e Cuthbert nell'est, a Hambry, nella baronia di Mejis, affidando loro il compito di osservare la situazione, capire se ci sono uomini fedeli a Farson e scoprire se lì viene raffinato il petrolio che il nemico utilizza per alimentare le armi dei Grandi Antichi. Li mette in guardia sulla possibilità di imbattersi in una delle sfere dell'Iride del Mago, quella soprannominata "Pompelmo di Maerlyn" per il suo colore rosato, che non devono assolutamente provare ad utilizzare.
Intanto ad Hambry imperversano i Grandi Cacciatori della Bara, Eldred Jonas, Clay Reynolds e Roy Depape, al servizio del podestà Hart Thorin. Una delle loro vittime è Patrick Delgado, la cui giovane figlia Susan, rimasta senza la protezione del padre, costretta a diventare la concubina del podestà, deve subire anche l'umiliazione della "prova di onestà" da parte della strega Rhea del Cöos, custode del Pompelmo, la quale ne attesta la "purezza", ma impone che il rapporto non sia consumato prima della notte di fiera, di lì a tre mesi. Susan, scappando disperata dall'antro della strega e pregando di trovare un aiuto, si imbatte in Roland.

### Parte terza
Tra i due ragazzi è immediato colpo di fulmine. Roland si presenta come Will Dearborn, di Nuova Canaan, computista dell'Affiliazione, e scopre che Susan è la figlia del defunto Patrick Delgado, l'uomo che avrebbe dovuto contattare. Il loro primo incontro si conclude con un bacio.
Quando Roland, accompagnato da "Richard Stockton" e "Arthur Heath", si reca alla residenza di Frontemare, per rendere omaggio al podestà Hart Thorin, non riesce a togliere gli occhi da Susan, cosa di cui si accorgono sia i suoi compagni che Jonas, ma scopre che la ragazza è la concubina del podestà, destinata a dargli l'erede che la moglie non ha potuto dargli, e non riesce a nasconderle il disprezzo che prova nei suoi confronti.
Più tardi, alla locanda, Depape e Reynolds se la prendono con il cameriere ritardato Sheemie per un incidente di cui è incolpevole, finché non interviene Cuthbert, disarmando Depape con un abile colpo di fionda. In una sorta di reazione a catena, Reynolds punta la pistola alla testa di Cuthbert, ma interviene a sua volta Alain, che mette il coltello alla gola di Reynolds, quindi Jonas punta la pistola alla testa di Alain, e infine è Roland ad intervenire.
Solo l'arrivo dello sceriffo fa sparire le armi ed evita spargimenti di sangue. Ma Roland e compagni se ne vanno consapevoli che i Grandi Cacciatori della Bara vogliono ucciderli, mentre Jonas ha capito di non avere di fronte solo dei ragazzi, ma dei pistoleri.

### Parte quarta
Roland incontra Susan per chiederle perdono, ammettendo che è stato ingiusto nei suoi confronti, ma solo perché si è innamorato di lei al primo sguardo, ancor prima di baciarla. La ragazza gli concede il suo perdono e, grazie a lei, Roland scopre di essere stato ingannato sulla consistenza dei cavalli disponibili ad Hambry. Le dice di non fidarsi di nessuno, ma è costretto ad ammettere che anche lui le ha mentito. Le chiede comunque di aiutarlo per il bene dell'Affiliazione.
Mentre Cuthbert e Alain si preoccupano che i sentimenti di Roland mettano a rischio la loro missione, Depape ripercorre la strada fatta dai tre ragazzi per giungere ad Hambry e trova conferma dei sospetti di Jonas che appartengano alla stirpe dei pistoleri di Gilead.
Intanto, Marten Broadcloak, nei panni di Walter del Nero, incontra George Latigo, luogotenente di Farson il Buono, e lo incarica di guidare il trasporto al fronte del petrolio raffinato in segreto ad Hambry, nel giacimento di Citgo. Quel petrolio in cui Roland e compagni si imbattono casualmente, nascosto in un luogo chiamato Hanging Rock, dopo aver coraggiosamente esplorato l'Eyebolt Canyon e resistito ai richiami della "Sottilità" presente al suo interno.

### Parte quinta
Al successivo incontro tra Roland e Susan, lui le rivela il suo vero nome e lei gli chiede di fare l'amore, perdendo così la verginità con lui e non con il podestà Thorin, le cui attenzioni sono sempre più pressanti. Li osserva, attraverso il Pompelmo di Maerlyn, la strega Rhea.
Intanto Jonas, informato che i ragazzi dell'Affiliazione sono dei pistoleri, decide di non ucciderli subito, ma di mandare loro un messaggio, vandalizzando il loro alloggio e uccidendo i piccioni viaggiatori con cui si stavano tenendo in contatto con Gilead. Alla decisione di Roland di non reagire, Bert lo accusa di essere diventato negligente e irresponsabile, per colpa dell'amore per Susan. Ma è proprio il portafortuna di Bert, perso vicino alle cisterne di petrolio, a far scoprire a Jonas che i ragazzi sono a conoscenza di quando sta accadendo e devono essere eliminati.

### Parte sesta
Bert incrocia casualmente Sheemie, che sta tornando da una visita a Rhea, riportando un messaggio della strega per la zia di Susan, e se lo fa consegnare, facendo leva sulla fiducia che si è conquistato. Il messaggio rivela che Susan non è più pura e il responsabile è Will Dearborn. Bert ne informa Roland prendendolo a pugni, per la frustrazione, ma poi ne accetta l'invocazione di perdono per averli messi tutti in pericolo. Quel messaggio indirettamente rivela anche che la strega è in possesso del Pompelmo di Maerlyn.
Mentre Roland progetta con i compagni di attirare gli uomini di Farson nella sottilità e distruggere le cisterne di Hanging Rock, Latigo, giunto ad Hambry per il petrolio e il Pompelmo di Maerlyn, incontra Jonas e lo invita a liberarsi dei ragazzi dell'Affiliazione. Il Grande Cacciatore della Bara decide di sfruttare il portafortuna di Bert come prova per incastrarli con l'accusa di omicidio, quello del podestà Thorin, che fa eseguire da Roy Depape.
Roland, Cuthbert e Alain vengono messi in prigione, in attesa di essere giustiziati, ma giunge a liberarli Susan, che arriva ad uccidere lo sceriffo Avery e il giovane vicesceriffo con una delle pistole dei ragazzi.
I tre giovani pistoleri attaccano i giacimenti di Gitgo ma Jonas, prima di dar loro la caccia, decide di mettere al sicuro il Pompelmo di Maerlyn. Prima di consegnarglielo, Rhea gli mostra attraverso di esso il coinvolgimento di Susan nell'evasione e il luogo dove la ragazza si nasconde, in attesa del ritorno di Roland.

### Parte settima
Susan, che ha scoperto di essere incinta di Roland, attende il ritorno dell'amato, sognando la vita futura con lui. A risvegliarla nel modo peggiore sono i Grandi Cacciatori della Bara, che non riescono però a farle rivelare dopo sono andati i pistoleri.
Mentre Reynolds porta la ragazza in città, Jonas guida gli altri uomini alla ricerca dei tre evasi, cadendo fatalmente in un'imboscata pianificata dalle sue prede. L'attacco a sorpresa è rapido e letale, Roland e compagni riescono a sopraffare i nemici ben più numerosi, supplendo con la propria abilità alla mancanza d'esperienza, ne uccidono almeno venticinque, prima di mettere in fuga gli altri. Bert chiude i conti con Depape piantandogli una sfera d'acciaio in fronte, mentre Roland ha la meglio su Jonas, sparandogli due colpi in faccia.
In città, Rhea e Cordelia, la zia di Susan, succube della strega, raccontano alla gente, turbata dall'assassinio del podestà e dalla fuga dei presunti colpevoli, che è stata Susan a tradire tutti loro, a sedurre i nuovi venuti e far uccidere il podestà. Per questo si merita la pena peggiore, il "charyou tree".
Intanto, Roland, Alain e Cuthbert attaccano l'accampamento nemico di Hanging Rock, facendo esplodere le cisterne di petrolio e attirando gli oltre duecento uomini guidati da Latigo nell'Eyebolt Canyon, dove vengono tutti catturati dalla "sottilità".
I giovani pistoleri sono così riusciti a compiere una gloriosa impresa, privando Farson il Buono del combustile essenziale per utilizzare le macchine da guerra degli Antichi contro Gilead e sottraendogli anche il Pompelmo di Maerlyn. Ma la sfera magica "chiama" Roland e gli mostra il terribile prezzo della vittoria: il ragazzo assiste impotente, straziato, all'orribile morte sul rogo dell'amata Susan.

## Pubblicazione

Copertina del primo numero italiano

Negli Stati Uniti la miniserie è stata pubblicata in sette albi mensili, dal 7 febbraio 2007 al 1º agosto 2007. È stata accompagnata da Stephen King's The Dark Tower: The Gunslinger Born Sketchbook e da The Dark Tower: Gunslinger's Guidebook, scritto da Robin Furth e Anthony Flamini. L'intera serie è stata raccolta in un volume rilegato pubblicato il 7 novembre 2007.
In Italia è stata pubblicata in quattro albi, i primi tre corrispondenti ognuno a due albi dell'edizione originale, il quarto contenente l'ultimo episodio originale e contenuti speciali, quali lo sketchbook. L'intera miniserie, raccolta in volume, è stata pubblicata nel novembre 2007 dall'abituale editore italiano di Stephen King, Sperling & Kupfer.

## Seguiti
A partire dal maggio 2008 è stata pubblicata una seconda miniserie di cinque numeri, La lunga via del ritorno (The Dark Tower: The Long Road Home), che narra del ritorno di Roland da Mejis a Gilead.
Sono poi seguiti nel settembre 2008 una terza miniserie di sei numeri, Tradimento (The Dark Tower: Treachery), nel giugno 2009 il volume unico The Dark Tower: The Sorcerer, incentrato su Marten Broadcloack, e nel maggio 2009 una quarta miniserie di sei numeri, The Dark Tower: The Fall of Gilead, sulla caduta di Gilead.

## Edizioni
- La nascita del pistolero. Milano, Sperling & Kupfer, 2007. ISBN 9788820044060